# あやせ (護衛艦)
あやせ（ローマ字：JDS Ayase, DE-216）は、海上自衛隊の護衛艦。ちくご型護衛艦の2番艦。艦名は綾瀬川に由来し、艦艇名としては旧海軍通して初の命名である。軽巡洋艦である夕張の命名候補でもある。

## 艦歴
「あやせ」は、第3次防衛力整備計画に基づく昭和43年度計画警備艦1216号艦として、石川島播磨重工業東京工場で1969年12月5日に起工され、1970年9月16日に進水、1971年5月20日に就役し、同日付で横須賀地方隊隷下に新編された第33護衛隊に「あけぼの」とともに編入された。
1982年3月27日、横須賀地方隊隷下に第37護衛隊が新編され「ちとせ」とともに編入。
1995年8月1日、横須賀地方隊第33護衛隊に編入。
1996年8月1日、除籍。就役以来一貫して横須賀地方隊に所属し、就役中の総航程は47万1,769海里、地球20周以上に達した。